# Ruan Yuan

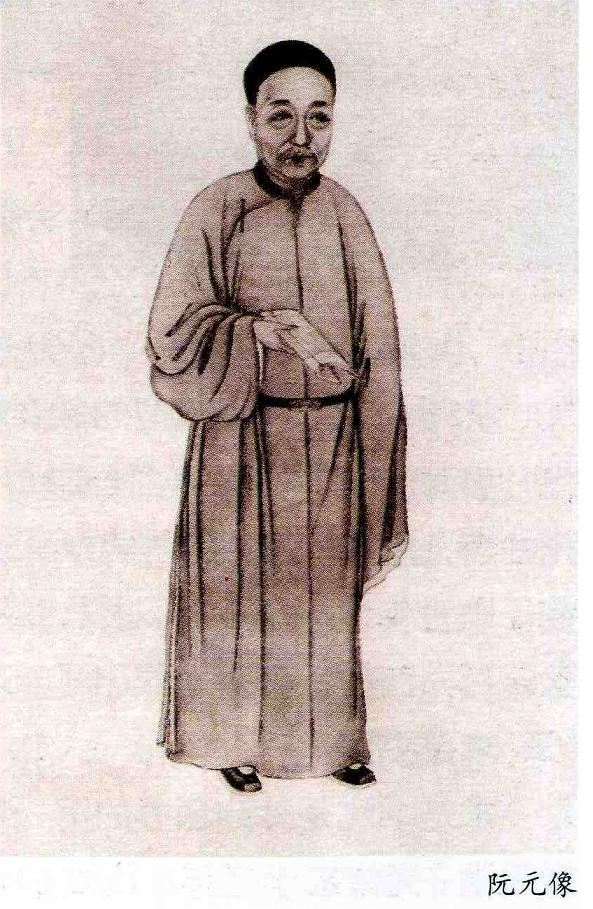

Ruǎn Yuán (* 21. Februar 1764 in Yangzhou; † 27. November 1849 ebenda) war ein chinesischer Mathematikhistoriker, Mathematiker und hoher Staatsbeamter (Gouverneur mehrerer Provinzen).

## Leben
Ruan Yuan stammte aus einer angesehenen Familie (ein Großvater war General) und wurde nach bestandener Beamtenprüfung 1790 in die Kaiserliche Hanlin Akademie aufgenommen. Er war Anhänger einer neuen Richtung von höheren Studien in China, die statt auf die standardisierten Kommentare der Klassiker auf die Originalwerke zurückgriff, weshalb der chinesische Kaiser 1772 die Suche nach möglichst alten Ausgaben in Auftrag gab, um kritische Ausgaben zu ermöglichen.
Ruan Yuan hatte verschiedene hohe Positionen und war im Erziehungsministerium der Provinzen Shandong und ab 1795 in der Provinz Zhejiang in Hangzhou. Dort begann er seine Sammlung von Biographien bedeutender Mathematiker und Astronomen zusammenzustellen (Chouren zhuan), für die er vor allem bekannt ist und die eine Gemeinschaftsarbeit mit Kollegen wie Li Rui (1765–1814) ist. Er nahm aber auch andere Gelehrte und Ingenieure (sogar Musiker und Dichter) auf und nicht nur 275 Chinesen, sondern auch 41 westliche Gelehrte. Das Werk enthielt auch ausführliche Zitate aus den Werken von Autoren wie Ptolemäus und Kopernikus, die somit teilweise erstmals chinesischen Lesern bekannt gemacht wurden. Die eigentlichen biographischen Angaben beziehen sich hauptsächlich auf offizielle Positionen im Sinn der konfuzianischen Tradition von Biographien. Ein Hauptziel von Ruan Yuan war es, den chinesischen Ursprung vieler durch Jesuiten in China bekanntgewordener Errungenschaften der westlichen Astronomie nachzuweisen. Bei den westlichen Gelehrten unterliefen Ruan Yuan und Kollegen gravierende Fehler (so ist Kopernikus zweimal unter verschiedenen Namen aufgeführt), viele sind in erster Linie wegen ihrer Verbindung zu China aufgeführt (wie Jesuitengelehrte) und einige der Aufgeführten verwundern aus heutiger Sicht (wie ein britischer Kapitän namens Auguste Lendy). Für das Buch sammelte er und suchte nach alten Büchern, was er auch in seiner weiteren Karriere fortsetzte. Das Buch erschien 1799. Mehrere Neuauflagen mit Ergänzungen (zum Beispiel 44 neue Biographien von seinem Schüler Luo Shilin für die Auflage von 1840) erschienen (1829, 1840, 1842, 1888) und noch 1935 und 1955 wurde es nachgedruckt. Eine Supplement Ausgabe von Zhu Kebao erschien 1886 mit 129 neuen Biographien und eine von Huang Zhongjun 1898.
1799 wurde er Professor für Mathematik an der Kaiserlichen Akademie (guozijan). 1800 wurde er außerdem Gouverneur der Provinz Zheijang. Er schrieb auch ein Wörterbuch für das Studium der Klassiker und gründete eine Schule für klassische Literatur (Gujing jingshe). 1806 wurde er Kanzler der Henan Provinz. 1809 bekam seine Karriere einen Knick wegen eines Vorfalls bei den Staatsprüfungen für Beamte, für die er verantwortlich war. Er wurde herabgestuft und ging wieder als Gelehrter an die Hanlin Akademie. 1810 wurde er Direktor der Historischen Bibliothek. 1814 wurde er Gouverneur der Jiangxi Provinz und 1817 Generalgouverneur der Provinzen Guangdong und Guangxi in Südchina. Dort gründete er auch eine eigene Xuehaitang Akademie in Guangdong. 1826 wurde er Gouverneur der Provinzen Yunnan und Guizhou und 1835 wurde er Groß-Sekretär. 1838 ging er in den Ruhestand.
Neben Büchern sammelte er auch rituelle Bronzekessel, über deren Inschriften er 1804 ein Buch schrieb.